# Exército indiano durante a Primeira Guerra Mundial

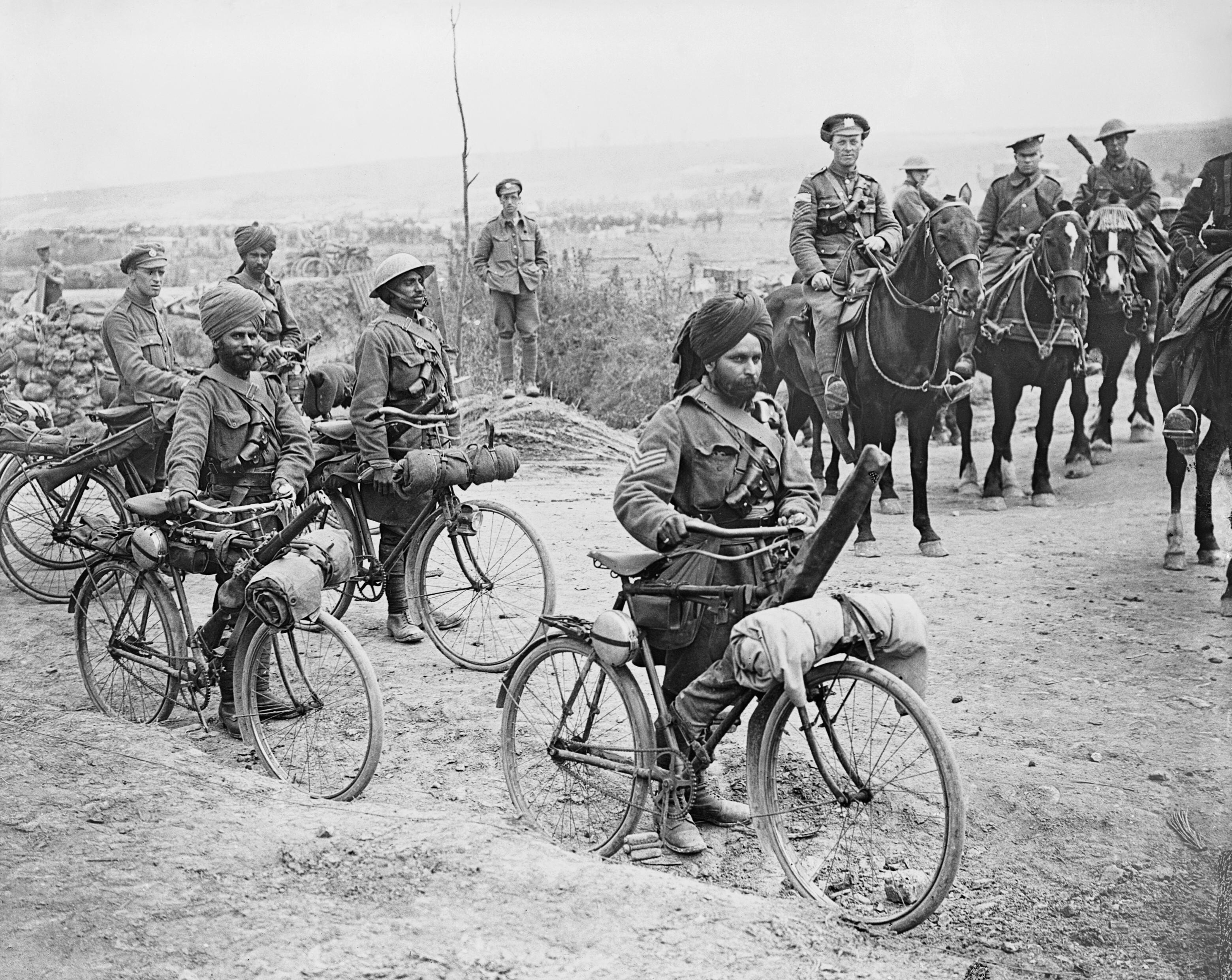
Tropas indianas se movimentando na França durante a Batalha do Somme.

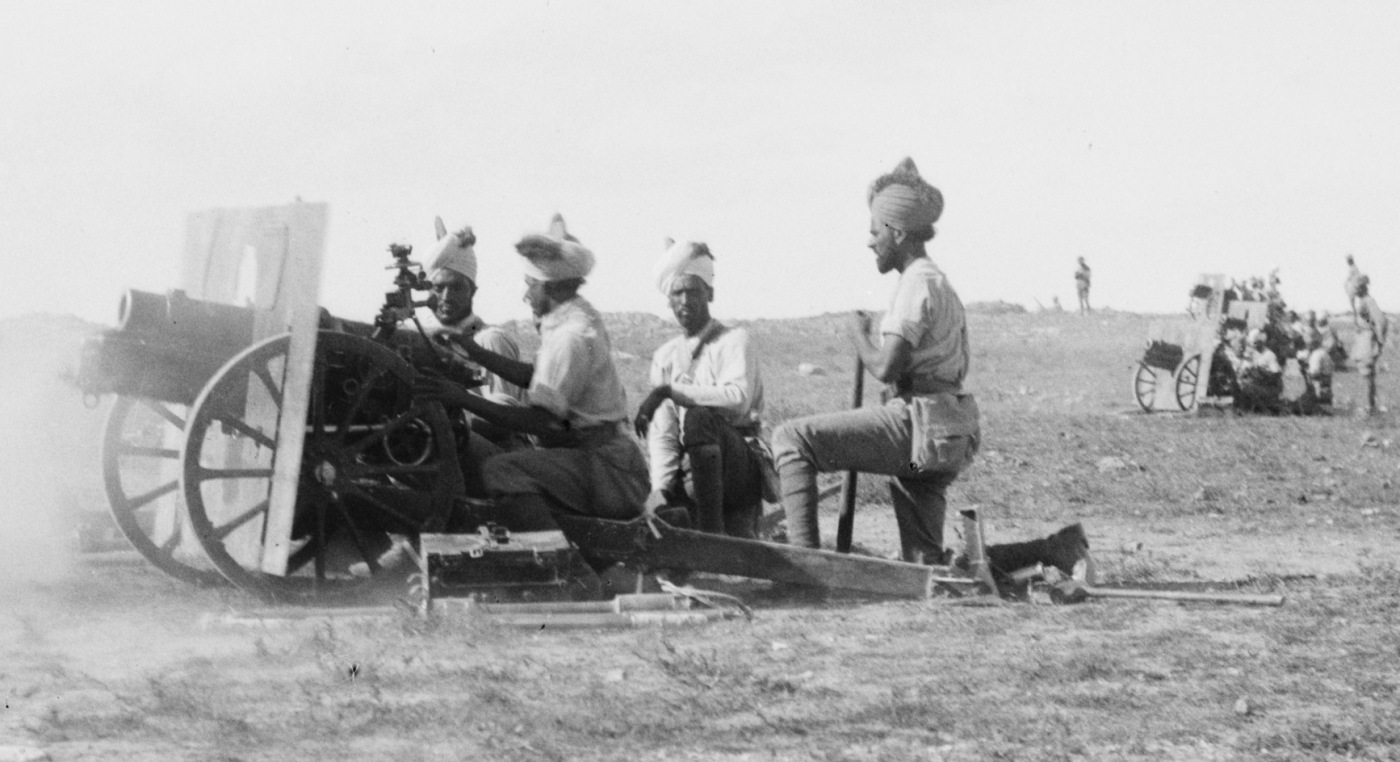
Artilharia indiana em Jerusalem 1917

O Exército indiano durante a Primeira Guerra Mundial, às vezes chamado de Exército britânico indiano, contribuiu com um número de divisões e brigadas independentes para os teatros europeus, do Mediterrâneo e do Oriente Médio durante a Primeira Guerra Mundial. Em 1914, o exército indiano era o maior exército de voluntários no mundo com uma força total de 240.000 homens  e em novembro de 1918, continha 548,311 homens, sendo considerada a Reserva Estratégica imperial.
Um milhão de tropas indianas serviria no exterior, dos quais 62 000 morreram e outras 67 000 ficaram feridos. No total, 74 187 soldados indianos morreram durante a guerra.
O exército indiano sofreu grandes reformas em 1903, depois do Marechal-de-campo Horatio Herbert Kitchener ser nomeado Comandante-em-chefe, na Índia. 
Na Primeira Guerra Mundial o Exército indiano lutou contra o Império Alemão na África Oriental Alemã e na Frente Ocidental. Na Primeira Batalha de Ypres, Khudadad Khan tornou-se o primeiro indiano a ser premiado com uma Cruz Vitória. Divisões indianas também foram enviados para o Egito, Gallipoli e quase 70 000 serviram na Mesopotâmia contra o Império Otomano.

## Kitchener
Herbert Kitchener foi nomeado Comandante-em-chefe, na Índia em 1902 e depois de cinco anos, seu mandato foi prorrogado por mais dois durante o qual ele reformou o exército indiano. As reformas criariam apenas um exército indiano, os três exércitos das Índia britânica seriam fundidos em uma força unificada. Ao mesmo tempo, os regimentos dos estados principescos foram disponibilizados para ser chamado para o serviço imperial. O exército britânico também continuou a abastecer as unidades para o serviço na índia, em adição as do Exército indiano.
O termo  Exército da Índia foi instituído para se referir à estrutura de comando geral, que incluiu tanto as unidades do exército britânico e indiano. A nova formação para o exército da Índia foi fixado em nove divisões, cada divisão com uma cavalaria e três brigadas de infantaria e esses nove divisões, juntamente com três brigadas de infantaria independentes serviria na Índia. O exército indiano também foi responsável pelo fornecimento de um divisão na Birmânia e uma brigada em Aden.